# Mussaenda erosa
Mussaenda erosa är en måreväxtart som beskrevs av John George Champion och George Bentham. Mussaenda erosa ingår i släktet Mussaenda och familjen måreväxter. Inga underarter finns listade i Catalogue of Life.